# Pedro Queirós
Pedro Miguel Barbosa Queirós (Santo Tirso, 8 agosto 1984) è un ex calciatore portoghese, di ruolo difensore.

## Carriera
Ha giocato nella massima serie dei campionati rumeno e portoghese.